# 哈卡縣
哈卡縣為緬甸欽邦下轄的一個縣，其區域面積為7,732.3平方公里，2014年人口98,726人。該縣下轄2個鎮區。哈卡為該縣首府。

## 行政区划
哈卡县下辖2个镇区：
- 哈卡镇区（Hakha Township）
- 坦德朗镇区（Htantlang Township）